# Heart of the Country
Heart of the Country è una miniserie televisiva britannica del 1987 diretta da Brian Farnham e interpretato da un giovane Christian Bale. La serie è composta da quattro episodi e sono andati in onda sulla canale britannico BBC